# プレー山
プレー山（プレーさん、仏: Montagne Pelée）は、西インド諸島のなかのウィンドワード諸島に属するマルティニーク島にある活火山。名称は『はげ山』の意味。1902年に大噴火を起こし、当時の県庁所在地だったサン・ピエールを全滅させた。その結果、約30,000人が死亡、20世紀の火山災害中最大であったことで知られる。モンプレー（Mont Pelée）とも呼ばれる。

## 地勢及び歴史
西インド諸島はカリブプレートが南アメリカプレートの下に潜り込む沈み込み帯に位置するため、一帯にはプレー山を含む著名な火山が4つ位置する。北から順に
- スーフリエール・ヒルズ
- スーフリエール
- プレー
- 第二のスーフリエール

である。 
プレー山はマルティニーク島の北端に位置し、海抜1397メートルである。富士山と同じ形式の成層火山であるが山腹にえぐられた谷は富士山より深く、より古い火山と考えられる。しかし、ヨーロッパ人がマルティニーク島に到来したのは1635年以降であるので火山活動の記録は新しい。ヨーロッパ人到来以降の最初の噴火は1792年であり、1851年にも噴火があったがいずれも小規模で住民の注意を喚起するようなものではなかった。

## 1902年の噴火

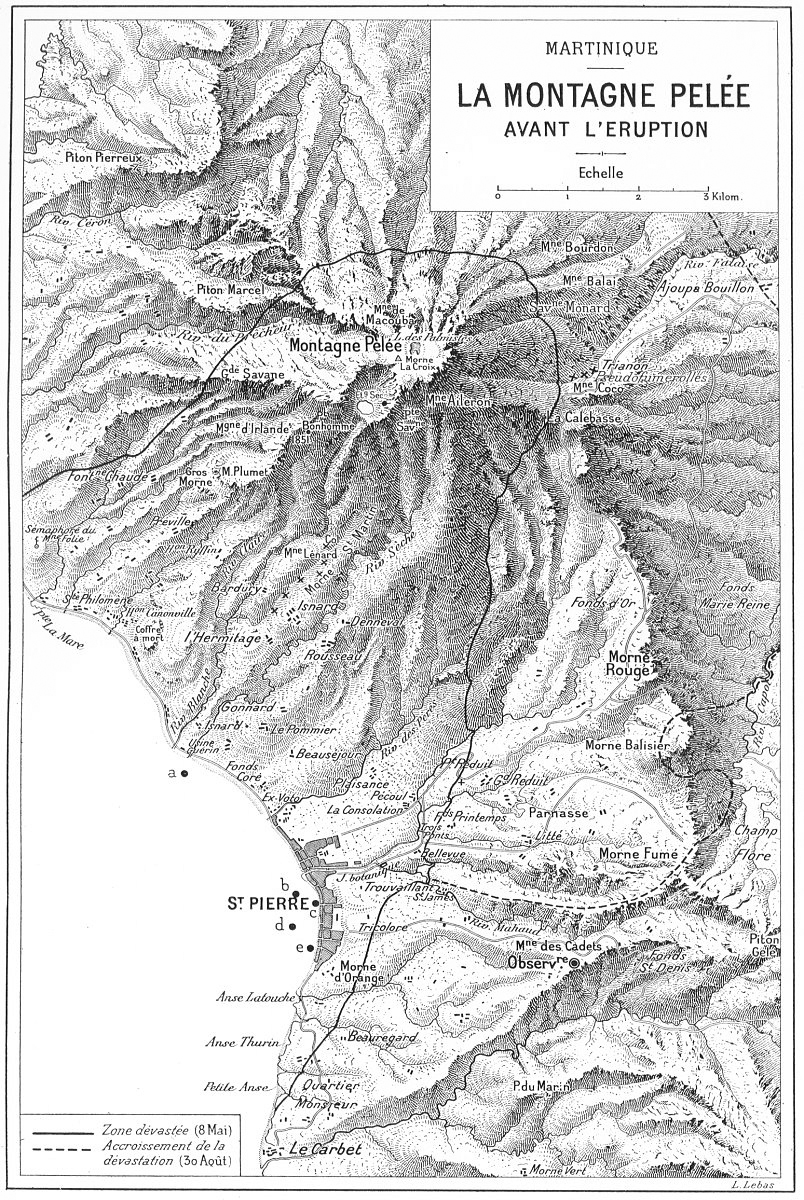
プレー山の噴火地図 実線は1902年5月8日の被害範囲。南西方向に火砕流が走ったことが読み取れる。点線は同8月30日の被害域。サン・ピエールの町はプレー山火口の真南7kmに位置し、海に面している（1904年制作）

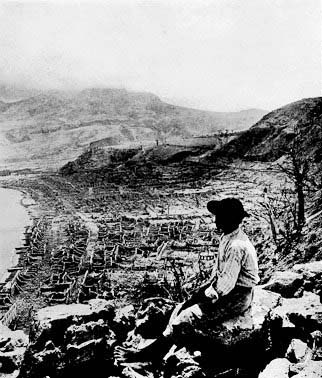
1902年5月8日の噴火後のサン・ピエールの廃墟

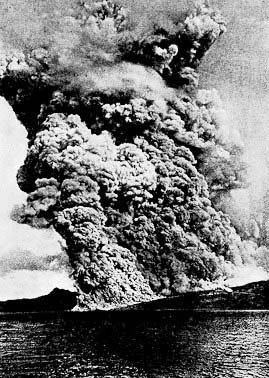
プレー山の火砕流(1902年)。アルフレッド・ラクロワの調査隊が撮影

### 噴火の始まりと経過
前年の1901年にすでに登山者たちがプレー山の噴気活動を目撃している。1902年4月25日、プレー山は噴火活動を開始し4月27日には山頂に直径180mの火口湖が形成され、噴出物が15mの高さに積もった。火口湖からは沸騰するような音がし、硫黄を含んだ火山ガスがサン・ピエールにまで達した。4月30日に付近の川で土石流が発生し、付近の村を飲み込んだ。5月2日午前11時30分、プレー山は地震とともに噴火し、火山灰などの噴出物が島の北部を覆った。火山灰などに汚染された植物を食べた家畜が死亡するようになった。5月3日に降灰は北の方に積もるようになりサン・ピエールへの降灰は一時少なくなったが、翌日には一転して増加。サン・ピエールとル・プルシュール 地区との交通は遮断され、激しい降灰のために船の運航は難しくなった。
5月5日月曜日に噴火は一時落ち着いたが、午後1時頃に突然海岸線が約100mも後退した後に激しく押し戻され、付近の都市は水に浸かった。一方、山の西部からも噴煙が上がり始めた。同日、山頂の火口湖の一部が崩落して火山泥流がブランシュ川 に押し寄せ、付近の村の住民約150名が犠牲となった。生き残った町の周辺の人々は安全を求めてサン・ピエールに流入した。翌6日の午前2時頃にも、大音響とともに噴火が起こった。さらに5月7日水曜日の午前4時頃から活発になり、火山の火映によりオレンジ色に染まった火山灰が山全体に降り注いだ。その日の間に多くの人々が町を脱出した一方で、町で噴火をやり過ごそうとした周辺からの住民が殺到したので、サン・ピエールの人口は数千人増加した。 11日に国民議会選挙の決選投票が行われる予定だった事もあり、新聞はあくまでサン・ピエールは安全であると主張した。
同日には南のセントビンセント島のスフリエール山が噴火し、火砕流により1680人が死亡。当局はこれによりプレー山への圧力が解放されたと発表し住民らを安心させた。事実、山の活動も落ち着いたように見えた。

### 大噴火
主の昇天の祭日である5月8日、人々は朝から噴火する山を見物していた。7時52分、それまで火山の情報を送っていたサン・ピエールの電信士が "allez"（どうぞ）とフォール・ド・フランス（サン・ピエールの南にある町）に送信したのを最後に町との連絡は途絶えた。その時、サン・ピエールに停泊していた船から噴火の様子が目撃された。山は4度にわたって爆発し、噴煙が上空に噴き上がる一方、その一部が火砕流となってサン・ピエールの方向へ流れて行った。
高温の火砕流は瞬く間にサン・ピエールを飲み込み、建物を倒壊させると共に大量のラム酒を貯蔵した倉庫を爆発させたために火災旋風となって町は炎に包まれた。港に停泊していた18隻の船も巻き込まれて16隻が沈没したが、奇跡的に焼け残った2隻の船内にいた約100人が生還できた。
災害発生により派遣された軍艦は12時30分頃に到着したが、火砕流の熱により午後3時頃まで接岸できなかった。町はその後数日間燃え続け、破壊された町並みと多くの焼死体があって、死者の中には、高温で脳の水分が気化したために頭蓋骨が割れたものもあったという。しかしながら町全体には厚さ30センチメートル程度の火山灰が覆っていただけで、火砕流の本体である岩や礫や砂はほとんどなかった。火砕流の速度は時速約150～200km、温度は約1,000℃であったと推測されるが、サン・ピエールに到達したのは火砕流上部の、火山灰や火山ガスを主とする密度が小さく流動性の大きな部分だけで、溶岩塊を含んだ高密度の本体は地形の影響を受けやすく、サン・ピエールのはるか手前で谷に入ってサン・ピエール直撃コースを外れ、海に流れて行った。町に流入した低密度で高温の流体はその特性から「熱雲」と呼ばれ、火砕流の代名詞としてしばしば用いられた。
この災害による死者数ははっきりしないが、サン・ピエールの住民と避難民合わせて2万4,000人とも、3万人ないし4万人とも言われる人々が僅か数分（時計は噴火の2分後に停止している）のうちに死亡した。犠牲者の中にはサン・ピエールに滞在中だった画家のポール・メルワールやマルティニーク知事だったルイ・ムッテ夫妻が含まれていた。市内の生存者は3名だけで、4月7日に喧嘩を起こして逮捕され海辺の半地下の独房に監禁されていた既決重罪犯の黒人オーギュスト・シパリと、何らかの形で難を逃れた（本人は自宅にいたと語るが、多くの学者は吹き飛ばされたのか、海に逃げていたと考えている。）靴職人の黒人レオン・コンペール＝レアンドル 、そしてボートで洞窟（しばしば友人と海賊ごっこをしていた）に逃げ込んだ白人少女アヴィーヴラ・ダ・イフリーレであった（この他には、港に停泊していた船の乗員達が海上に脱出し難を逃れている程度である）。3人とも高熱を受けて重度の火傷を負ったが、命は取りとめた。

### 災害を大きくした原因
1902年5月8日のプレー山の噴火そのものは特筆するような大規模なものではなく、たまたまサン・ピエールの町が熱雲の通り道にあった事が大災害の直接の原因であった。しかし一方で人災の面も指摘される。噴火当時はフランス国民議会の選挙戦の真っ最中で、有権者が市から退避するのを防ごうとして市やマルティニーク島の首脳部が火山活動を過小評価ないし無視する結果となった。噴火やラハール・火砕流の危険性はあまり知らされず、災害の直前には市長は市に戻って安全を強調すると共に住民の退去を軍隊を差し向けてまで強制的に阻止した。地元のリセの教授である科学者は「サン・ピエールにはプレー山による危険はない」と断言し、現地の新聞レ・コロニーはそれに基づいた記事を噴火前日に掲載した。島の地形がサン・ピエール市を災害から守るようになっていると信じて郊外から市内に移った人々もいた（実際、火砕流の本体は谷に沿って流れ、サン・ピエールを外れている）。

## 1902年の噴火後の経過

### 被災者の動向等
シパリは4日後に発見され、傷が回復した後に釈放され、 バーナム・アンド・ベイリー・サーカスの一員となって自身が入れられていた牢獄の作りものの中で罹災体験を再現するのを売り物とした（1929年死去）。コンペール＝レアンドルは火傷を負ったままフォール・ド・フランスに逃げ込んだが、その後の爆発で2度命を失いかけた末、降灰によって死亡した。イフリーレは火傷が原因で船の上で意識を失っているところを発見され、無事回復した後は高齢になるまで生きたと言われている（没年不詳）。
フランス本国では調査隊が組織され、アントワーヌ・フランソワ・アルフレッド・ラクロワらが現地調査を行った。ラクロワはこのとき観測された現象を「ニュエ・アルダント」（Nuée ardente　燃える雲＝「熱雲」）と命名し町の廃墟や火砕流など、写真などの記録を残した。

### プレー山の状況
5月20日、再び火砕流が発生しサン・ピエールにあった残りの建築物を破壊した。8月30日には新たな火砕流がサン・ピエール北東のモルヌ・ルージュ村を襲い、2000人が死亡している。

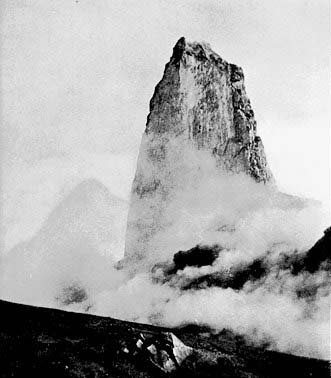
プレーの塔。

10月、火山岩尖（溶岩塔）が発生し、成長し続けた結果、太さは100m以上、高さは300mに達し『プレーの塔』と呼ばれるまでになった。粘性の大きな溶岩が火道内で固まり、内部のガスの圧力で少しずつ塔のように火口から押し出されてくる現象である。成長するにつれ不安定になり先端部から崩壊が始まり、最終的には1903年3月に崩落した。その後、断続的に火砕流が発生したが、噴火は1904年になってようやく終息した。 
プレー山はその後1929年にも噴火し、新たな火山岩尖を形成した。この噴火は1932年まで続いた。現在も活火山として地質学者と火山学者に監視されている。
噴火が一段落した後、サン・ピエールも一通り復興・再建はされたもののマルティニークの県庁所在地はフォール・ド・フランスへと移転し、加えて噴火によって今までの蓄積を失ったこともあり、噴火以前のような繁栄した都市に戻ることはできなかった。現在のサン・ピエールは人口5000人にも満たない豊かで静かな港の村に過ぎない。噴火当時の壊れた建造物の跡地は現在も幾つか残り、噴火の恐ろしさや爪跡を後世に伝えている。

### 研究成果
プレー山のように火砕流を一方向に射出する噴火様式をプレー式噴火（Pelean eruption）と呼んでいる。その原因としては、1902年10月に火山岩尖が出現したことから、岩尖の下部が爆発開口して火砕流が水平に飛び出したものと考えられてきた。しかし、守屋以智雄とカリフォルニア大学のリチャード・フィッシャー（Richard Fisher）はこの説を否定しており、当時の記録から、プレー火山には1902年5月8日以前に火山岩尖は無く、5月8日の噴火はスフリエール山同様に噴煙柱が崩れて火砕流となった（プリニー式噴火）と結論付けている。

### その他
この噴火における「囚人以外の住民が全滅した」というモチーフを元に、ポンペイにまつわる都市伝説が創作されたとみられる（詳細はポンペイの項目を参照）。
また、 マルティニーク島の固有種であったマルティニクオオコメネズミが、害獣駆除などで数を減らしていた上のこの噴火による生息地の破壊が最後の打撃となり、1902年に絶滅している。

## 世界遺産
20世紀初頭にサン・ピエールに悲劇をもたらした火山活動のほか、一帯にはカエルのAllobates chalcopis、ヘビのErythrolamprus cursor、鳥類のマルチニクムクドリモドキなどの絶滅危惧種または固有種が生息している。関連するピトン・デュ・カルベの山々と共に、2023年に国際連合教育科学文化機関 (UNESCO) の世界遺産リストに登録された。

### 登録基準
この世界遺産は世界遺産登録基準のうち、以下の条件を満たし、登録された（以下の基準は世界遺産センター公表の登録基準からの翻訳、引用である）。
- (8) 地球の歴史上の主要な段階を示す顕著な見本であるもの。これには生物の記録、地形の発達における重要な地学的進行過程、重要な地形的特性、自然地理的特性などが含まれる。
- (10) 生物多様性の本来的保全にとって、もっとも重要かつ意義深い自然生息地を含んでいるもの。これには科学上または保全上の観点から、すぐれて普遍的価値を持つ絶滅の恐れのある種の生息地などが含まれる。

## 関連作品
- 竹之内静雄の小説「ロッダム号の船長」（芥川賞候補、1948年）は1902年の噴火をモティーフとしている。
- 新田次郎 - 1902年の噴火を題材とした短編小説『熱雲』を執筆した（小説現代 講談社 1978年1月号）。主人公は無実の罪で投獄され、牢内で被災して重度の火傷を負うが救出されるという内容で、オーギュスト・シパリの事例をほぼそのままなぞっているが、黒人ではなくジャン・ユグノーというフランス系白人に設定されている。